# Хотилув
Хотилув (пол. Chotyłów) — село в Польщі, у гміні Піщаць Більського повіту Люблінського воєводства. Населення — 941 особа (2011).

## Історія
За даними етнографічної експедиції 1869—1870 років під керівництвом Павла Чубинського, у селі переважно проживали греко-католики, які розмовляли українською мовою.
У 1975—1998 роках село належало до Білопідляського воєводства.

## Демографія
Демографічна структура станом на 31 березня 2011 року:
|          | Загалом | Допрацездатний вік | Працездатний вік | Постпрацездатний вік |
| -------- | ------- | ------------------ | ---------------- | -------------------- |
| Чоловіки | 458     | 99                 | 318              | 41                   |
| Жінки    | 483     | 98                 | 291              | 94                   |
| Разом    | 941     | 197                | 609              | 135                  |